# 14 nm
14 nm è un processo costruttivo dei microprocessori per computer, evoluzione del processo a 22 nm utilizzato per i microprocessori Intel e AMD (oltre che per altri tipi di circuiti realizzati da altre società del settore).
La sua introduzione è avvenuta tra la fine del 2014 e l'inizio del 2015.

## Storia
La sua introduzione è avvenuta tra la fine del 2014 e l'inizio del 2015, la prima azienda in assoluto a introdurre chip sviluppati a 14 nanometri è stata Intel con i suoi Core-M Broadwell nella fine del 2014, seguiti da altri processori Broadwell di altre fasce nel 2015.
Sempre all'inizio del 2015 ha fatto la sua comparsa a sorpresa nel campo dei chip di ultima generazione Samsung, che con le sue fonderie ha prodotto il primo SoC a 14nm per dispositivi mobili, l'Exynos 7420.

## Descrizione
I vantaggi nel passare a questo processo costruttivo e, più in generale, a cercare di migliorare sempre più la miniaturizzazione, sono molteplici: si va dal miglioramento della resa produttiva con conseguente abbattimento di costi (più un processore è "piccolo" e più processori possono essere fabbricati con un solo wafer), alla diminuzione del consumo elettrico  e della temperatura operativa, passando per la possibilità di integrare un numero di transistor sempre maggiore con conseguente aumento della potenza elaborativa.

### Processori ARM
- Apple A9 (prodotto da Samsung e TSMC)
- Apple A10 Fusion (prodotto da TSMC)
- Exynos 7420 (prodotto da Samsung)
- Exynos 8890 (prodotto da Samsung)
- Snapdragon 820 (progettato da Qualcomm)
- Snapdragon 821 (progettato da Qualcomm)

## Il processo successivo
L'evoluzione del processo a 14 nm è quello a 10 nm.